# Bataille de Castalla (1813)
Pour les articles homonymes, voir Bataille de Castalla.
Guerre d'indépendance espagnole
Batailles
- Valls (1re)
- 2e Molins de Rei (03-1809) (ca)
- Gérone
- Alcañiz
- María-Belchite
- Mollet
- Vich
- Villafranca (2e)
- Lérida
- Mequinenza
- La Bisbal
- Tortose
- Valls (2e)
- Tarragone (1er)
- Montserrat
- Sagonte
- Valence
- Castalla (1er)
- Castalla (2e)
- Tarragone (2e)
- Ordal

La bataille de Castalla se déroule le 13 avril 1813 à Castalla, en Espagne, dans le cadre de la guerre d'indépendance espagnole. Elle oppose une armée anglo-hispano-sicilienne commandée par le lieutenant-général John Murray à l'armée française d'Aragon sous les ordres du maréchal Louis-Gabriel Suchet. Les troupes de Murray, installées sur une colline, repoussent avec succès les attaques françaises, obligeant Suchet à se retirer.
Désireux d'empêcher les troupes de Suchet de venir prêter main-forte aux autres armées françaises en Espagne, le marquis de Wellington, commandant en chef des forces alliées, ordonne au général Murray de se porter à la rencontre de l'armée d'Aragon avec 18 000 hommes. Cependant, Murray manœuvre maladroitement, ce qui incite Suchet à prendre lui-même l'offensive. Après avoir battu un détachement espagnol à Yecla, le maréchal marche contre Murray ; sa progression est néanmoins retardée le 12 avril à Biar par la brigade Adam, qui permet au gros de l'armée alliée de se retrancher sur une position défensive près de Castalla. Le 13, les attaques françaises sont repoussées avec de lourdes pertes par les troupes britanniques d'Adam et de Mackenzie, ainsi que par les Espagnols de Whittingham. Suchet se retire alors du champ de bataille, sans que Murray ne se lance à sa poursuite.

## Contexte

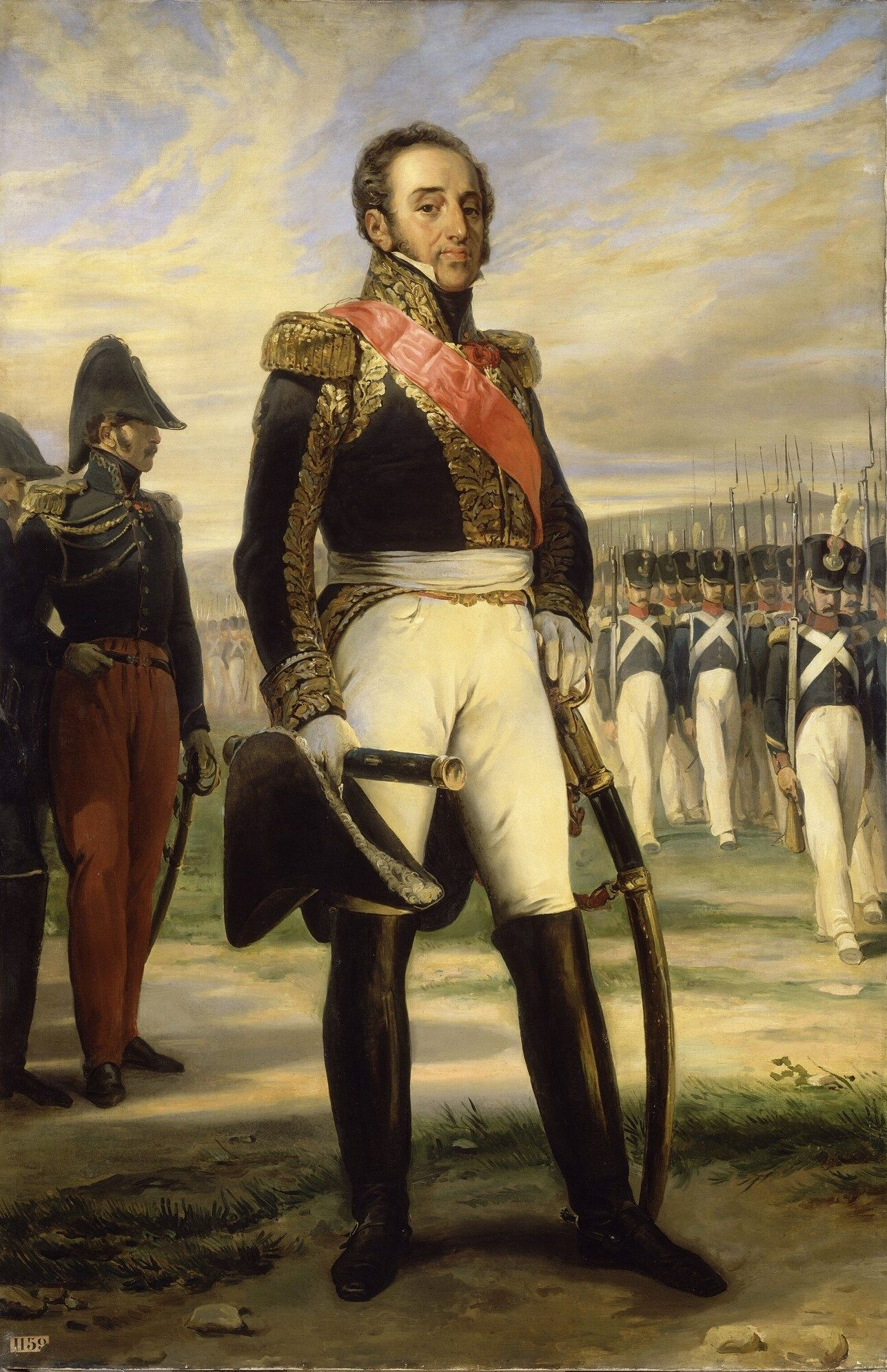
Le maréchal Suchet, commandant en chef de l'armée d'Aragon. Peinture de Jean-Baptiste Paulin Guérin.

Depuis 1809, l'Aragon est occupé par les troupes françaises du maréchal Louis-Gabriel Suchet, qui administre la province de manière indépendante et ne coopère que très peu avec les autres commandants français. Cependant, le marquis de Wellington, commandant en chef des armées alliées, craint que sa position ne devienne délicate en cas d'intervention des troupes de Suchet dans le centre et le nord de l'Espagne. Pour écarter cette éventualité, Wellington ordonne que des opérations de débarquement soient effectuées sur la côte est de l'Espagne afin de distraire les forces de Suchet.
Depuis l'été 1812, une armée anglo-sicilienne forte de 8 000 hommes, renforcée par environ 6 000 soldats espagnols venus de Minorque, occupe le port d'Alicante, sur la côte est de l'Espagne. Plusieurs généraux se sont déjà succédé à la tête des troupes sans que ces dernières n'aient pris pour autant une part active aux affrontements. En février 1813, le général John Murray prend le commandement de l'armée d'Alicante, dont l'effectif est alors de 18 000 hommes.

## Prélude
Dans les premiers jours d'avril, après quelques manœuvres indécises, Murray positionne sa petite armée à Villena, au nord-ouest d'Alicante. Simultanément, Suchet décide de surprendre le général britannique et ses alliés espagnols. Pour ce faire, il divise ses forces en deux colonnes : la première, sous les ordres du général Jean Isidore Harispe, a pour mission de se diriger sur Yecla, où stationne un détachement espagnol, tandis que la deuxième, commandée par Suchet en personne, doit se porter sur Villena à la rencontre de Murray. Le 11 avril 1813, à Yecla, Harispe se heurte aux 3 000 soldats espagnols du général Mijares. Surpris par le 4e régiment de hussards et le 24e régiment de dragons, les Espagnols sont mis en déroute, avec une perte de 400 tués et 1 000 prisonniers ; deux bataillons d'infanterie espagnols sont pratiquement anéantis. Les Français ne déplorent pour leur part que 18 tués et 61 blessés dans leurs rangs.
Informé de ce revers dans la journée, le général Murray ordonne immédiatement le repli sur Alicante, laissant la brigade du colonel Frederick Adam au col de Biar pour couvrir sa retraite. Dans la matinée du 12 avril, la colonne de Suchet capture un bataillon espagnol à Villena avant de se lancer à la poursuite de Murray. À Biar, les Français engagent la brigade Adam qui, bien commandée, tient fermement sa position. De fait, Adam résiste pendant cinq heures aux assauts français, ce qui donne le temps à Murray d'achever la concentration de son armée à Castalla. Alors que la cavalerie de Suchet est parvenue à chasser les soldats alliés de Biar et s'élance à leur poursuite, cette tentative de transformer la retraite anglo-espagnole en déroute échoue lorsque les cavaliers français tombent dans une embuscade tendue par trois compagnies du 2e bataillon du 27e régiment britannique. Les pertes françaises lors de ce combat sont évaluées à 300 hommes tandis que celles de la brigade Adam sont de 260 tués ou blessés et 41 disparus, le colonel britannique ayant par ailleurs dû abandonner deux de ses quatre canons.

## Forces en présence
L'armée de Murray est forte de 18 716 hommes répartis entre l'avant-garde, deux divisions anglo-italiennes, deux divisions espagnoles, la cavalerie et l'artillerie. L'avant-garde, commandée par Adam, comprend 1 179 hommes organisés en trois bataillons et divers autres détachements. La 1re division du lieutenant-général William Henry Clinton compte 4 036 hommes en cinq bataillons. La 2e division britannique, sous les ordres du général John Mackenzie, aligne cinq bataillons pour un total de 4 045 soldats. La 1re division espagnole du colonel Samuel Ford Whittingham présente à l'effectif 3 901 hommes de troupe en six bataillons, tandis que la 2e division espagnole du général Felipe Roche déploie 4 019 hommes en cinq bataillons. Murray dispose en outre d'une cavalerie forte de 1 036 soldats répartis en neuf escadrons ainsi que de 30 pièces d'artillerie servies par 500 artilleurs environ.
Du côté français, l'armée d'Aragon, sous le commandement du maréchal Suchet, compte trois divisions d'infanterie et une division de cavalerie. Le général André Joseph Boussart a sous ses ordres huit escadrons de cavalerie totalisant 1 424 sabres. En l'absence du général Musnier, la 1re division est commandée provisoirement par le général de brigade Louis Benoît Robert et rassemble huit bataillons pour un effectif de 5 084 hommes ; la 2e division, dirigée par le général Harispe, est forte de 4 052 soldats en six bataillons ; enfin, la 3e division du général Pierre Joseph Habert, la plus faible, comprend 2 722 hommes en quatre bataillons. L'artillerie française aligne 24 bouches à feu servis par 282 artilleurs.

## Déroulement de la bataille

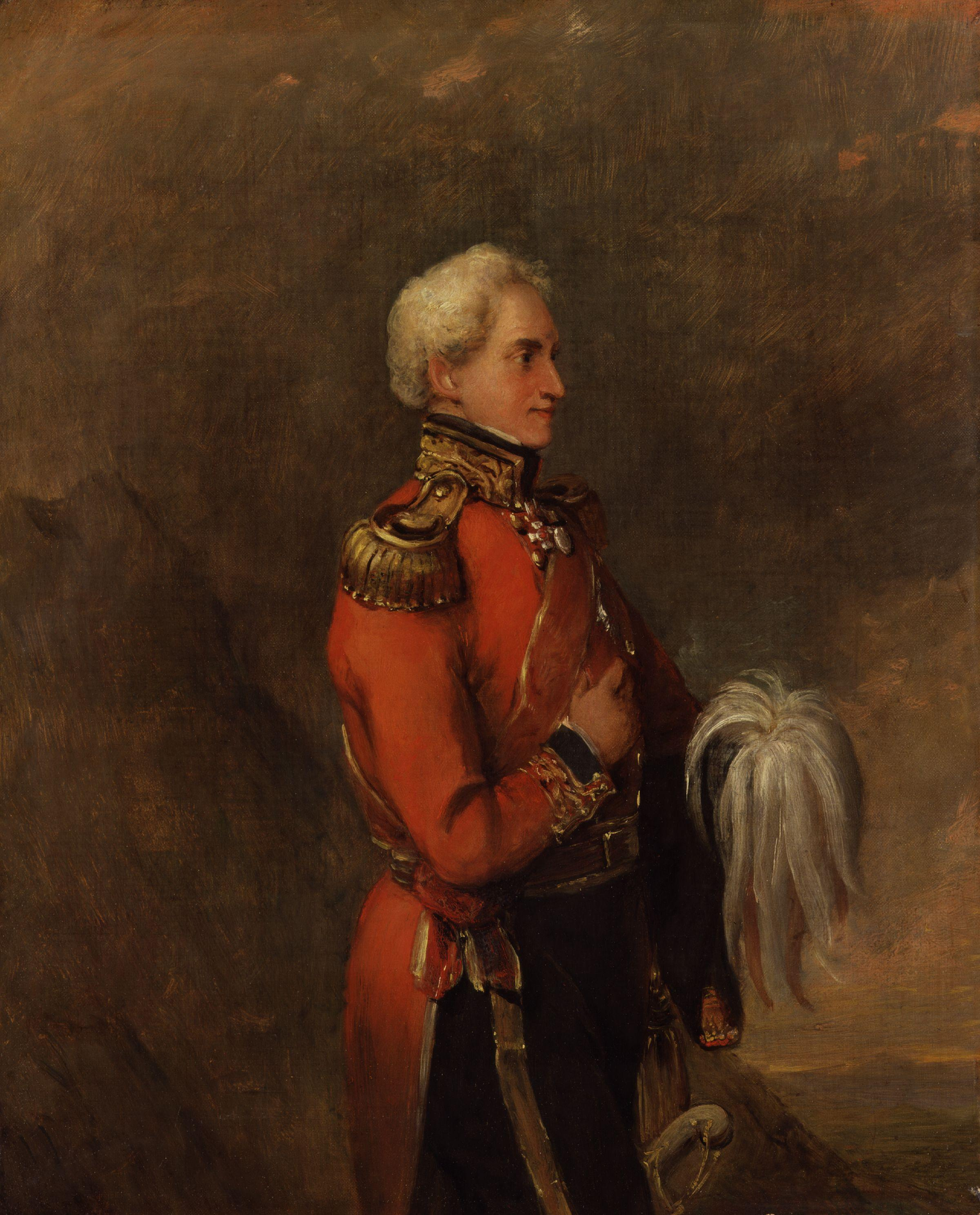
Portrait du colonel Frederick Adam par William Salter, National Gallery, Londres.

Suchet décide d'assaillir le centre du dispositif de Murray avec les divisions Robert et Habert. Dans le même temps, cinq compagnies de voltigeurs sont chargées de menacer l'extrémité du flanc gauche des Alliés, pendant que la cavalerie de Boussart doit envelopper leur flanc droit. La division Harispe est tenue en réserve. Les Français sont confiants et pensent qu'une attaque en règle sera suffisante pour mettre en fuite l'infanterie hispano-sicilienne. Avant le début des combats, Murray ordonne au colonel Whittingham de redéployer sa division face à l'aile droite française. Se conformant à ces instructions, Whittingham met ses troupes en mouvement, créant ainsi une brèche au centre de la ligne de bataille.
Le 13 avril 1813, à midi, les troupes françaises passent à l'attaque. La division Robert, formée en cinq colonnes, se porte sur le centre anglo-espagnol. De sa propre initiative, Whittingham outrepasse alors ses ordres et réoccupe son emplacement initial au centre du dispositif allié, tout en détachant un bataillon pour contrer les voltigeurs français. Les trois colonnes de droite de la division Robert et les voltigeurs sont repoussés par les solides unités espagnoles de Whittingham. Les deux colonnes de gauche, confrontées à la brigade Adam, sont également rejetées en bas de la pente. À cette occasion, un bref duel de mousqueterie à courte portée oppose le 2e bataillon du 27e régiment britannique, déployé en ligne, au 121e de ligne français, rangé en colonne ; celui-ci se replie en désordre après avoir perdu 369 hommes. De même, la division Habert est stoppée par les fantassins de Mackenzie tandis que la cavalerie de Boussart est arrêtée par un ruisseau en crue.
Repoussé de toutes parts et en état d'infériorité numérique, Suchet est alors dans une position critique. Murray se montre toutefois trop lent à tirer parti de son succès, ce qui permet au maréchal de se retirer du champ de bataille sans être inquiété. Les pertes de l'armée d'Aragon sont également limitées du fait de la défense efficace de la passe de Biar par l'arrière-garde française.

## Pertes et conséquences
À l'issue de la bataille, l'armée anglo-espagnole compte 440 tués ou blessés dans ses rangs. La division Whittingham a eu 233 hommes hors de combat, celle de Mackenzie en a perdu 47 et la brigade Adam 70. Pour sa part, Suchet fait état de 800 tués ou blessés au sein de ses troupes pour l'ensemble des combats de Yecla, Biar et Castalla, mais ce chiffre est probablement sous-estimé. Le général Murray affirme que les pertes des Français s'élèvent à 2 500 hommes. Une estimation de 1 300 tués ou blessés français à Castalla est cependant plus réaliste. En dépit de sa victoire, Murray poursuit sa retraite sur Alicante.